# Mantella laevigata
Mantella laevigata är en groddjursart som beskrevs av Paul Ayshford Methuen och Hewitt 1913. Mantella laevigata ingår i släktet Mantella och familjen Mantellidae. IUCN kategoriserar arten globalt som nära hotad. Inga underarter finns listade i Catalogue of Life.